# Estathé
Estathé è una marca di tè freddo prodotta dall'azienda Ferrero, che si inserisce nella filiera delle bibite analcoliche. Estathé è la bevanda non gassata più venduta nella grande distribuzione in Italia (dopo l’acqua) e la terza in assoluto tra tutti i soft drink, dietro Coca-Cola e Coca-Cola Zero.  Nel 2023 Estathé ha vinto il Brands Award nella categoria Bevande analcoliche, nella sezione Prodotti con il miglior indice di rotazione.

## Storia
Nel 1972 Michele Ferrero crea la prima bevanda del Gruppo Ferrero, nonché il primo tè freddo commercializzato in Italia: l’Estathé al limone nel formato classico del brick.
Nel 1994 a Estathé al limone si affianca la variante alla pesca.
Nel 2002 l’azienda Ferrero lancia la versione Estathé deteinata.
Nel 2004 viene lanciato sul mercato Nutella & Go Estathé, un vasetto combinato con Estathé al limone, Nutella e grissini, una nuova versione del classico Nutella & Go.
Nel 2008 nasce la bibita Estathé al tè verde.
Nel 2014 vengono creati i gusti di Estathé per l'estate chiamati «Estathé Limited Edition»: menta, tropical e karkadè. Nel 2015 il gusto tropical viene sostituito da quello arancia-lime e i tre gusti vengono ridenominati «Estathé Summer Edition». Nell'autunno 2015 escono sul mercato le nuove varianti di Estathé denominate «Fruit», con i gusti pera-uva e arancia-passion (frutto della passione).
Nel 2016 esce Estathé Ice, una versione di Estathé in forma di ghiacciolo.
Nel 2017 esce Estathé Zero, versione senza zucchero, con l'utilizzo di estratto di stevia come dolcificante, nel 2018 Estathé Zero vince il Premio Prodotto dell’anno.
Nel 2018 esce Estathé verde Bio, il primo prodotto biologico dell’azienda.
Nel 2021 Estathé lancia Estathé InFusion Mix in tre diversi gusti: Thè verde-menta-lime, Thè nero-zenzero-limone, Thè nero-salvia-agrumi. Nel 2023 Estathé InFusion Mix The Verde Menta e Lime è in prima posizione nella classifica di Gambero Rosso dei migliori tè freddi in Italia.
Nel 2024 viene lanciato Estathé Deteinato Camomilla, pensato come bevanda per i bambini.
L'Estathé è classicamente venduto in un bicchiere di plastica da 20 cl, con una membrana isolante da perforare con la cannuccia prima di bere, ma è venduto anche in vari formati, tra cui lattine, bottiglie in vetro e bottiglie R-PET (in plastica riciclata e riciclabile).

## Processo produttivo
Le piante di tè utilizzate come materia prima di Estathé vengono coltivate in Sri Lanka, India e Cina. Per il processo produttivo vengono selezionate le foglie apicali della pianta di tè e la raccolta avviene 4 o 5 volte all’anno. Le foglie raccolte vengono messe su grandi reti ed esposte all’aria per l’essicazione naturale. 
In seguito inizia la fase di setacciatura artigianale e le foglie vengono separate in base alla loro grandezza e raccolte in sacchi antiumidità. All’arrivo in Italia le foglie vengono poi analizzate nei laboratori Ferrero per valutare gli standard qualitativi.
Arrivate nello stabilimento, le foglie vengono testate in una infusione di prova, immerse in acqua calda, per una valutazione di profumo, colore e gusto. Viene poi analizzata la quantità dei polifenoli, antiossidanti naturali contenuti nelle foglie di tè, per garantire che il prodotto mantenga le proprietà organolettiche. In un grande infusore di acqua calda vengono versate le foglie di tè, poi l’infuso viene lasciato a riposare fino a raggiungere la temperatura ambiente. Successivamente il prodotto viene confezionato in un ambiente asettico.

## Gamma di prodotti
Elenco dei principali prodotti Estathé introdotti in commercio dal 1972:
- Estathé al limone (1972)
- Estathé alla pesca (1994)
- Estathé deteinato - limone, pesca (2002)
- Nutella & Go Estathé (2004)
- Estathé al tè verde (2008)
- Estathé Limited Edition - menta, tropical, karkadè (2014)
- Estathé Summer Edition - menta, arancia/lime, karkadè (2015)
- Estathé Fruit - pera/uva, arancia/passion (2015)
- Estathé Ice - limone, pesca, menta (2016)
- Estathé Zero - limone, pesca (2017)
- Estathé Bio - limone, pesca, verde (2018)
- Estathé InFusion Mix - tè nero, salvia e agrumi; tè verde, menta e lime; tè nero, zenzero e limone (2021)
- Estathé verde (2023)
- Estathé deteinato camomilla (2024)

## Sponsorship e collaborazioni
Estathé è stato, dal 1997 al 2013, sponsor ufficiale del Giro d'Italia.
Nel 2019 Estathé è sponsor della prima edizione del Jova Beach Party, collaborazione rinnovata anche nella seconda edizione del 2022.
Nel 2022 Estathé è main sponsor del circuito FIP (Federazione Italiana Pallacanestro) del 3x3 Italia Streetbasket, chiamato Estathé 3x3 Streetbasket FIP Circuit. La sponsorizzazione è stata ripetuta anche negli anni 2023 e 2024.
Nel 2024 Estathé firma un accordo di collaborazione con la cantante Annalisa per la produzione dello spot pubblicitario di Estathé Zero girato a Roma.
Sempre nel 2024, Estathé Zero è partner ufficiale della trasmissione televisiva Amici 24 di Maria De Filippi.